# Вакар Володимир Вікторович
Володимир Вікторович Вакар (партійний псевдонім «Антон», літературний — «В. Правдин»; 1878, Тамбов — 21 червня 1926, Київ) — російський адвокат, революційний діяч.

## Біографія
Народився в 1878 році в Тамбові в сім'ї мирового судді. Навчався в 1-й Київській гімназії та на юридичному факультеті Київського університету. В університеті брав активну і керівну участь в студентському русі, у зв'язку з чим в 1899 році був заарештований. Біля того ж часу став членом РСДРП і в 1902 році увійшов до складу Київського комітету, в якому працював з Ісувом, Шліхтером, Френкелем та іншими. Був однією з головних літературних сил комітету, автором багатьох нелегальних листівок, кореспондував в «Іскру». Брав участь у проведенні липневого страйку 1903 року в Києві, після якого був відряджений комітетом за кордон до редакції «Іскри» для доповіді про події і складання на підставі вивезених ним матеріалів брошури про страйк, яка і була потім надрукована в Женеві.
Після розколу РСДРП приєднався до більшовиків, складаючи разом зі Шліхтером більшовицьку меншість всередині Київського комітету РСДРП. Наприкінці 1904 року був змушений вийти слідом за Шліхтером з комітету, що став цілком меншовицьким, і став одним із засновників самостійної київської більшовицької групи, в лавах якої активно працював під час революції 1905 року. У вересні—грудні 1905 року брав участь у першій місцевій легальній соціал-демократичній газеті «Киевском слове», в 1907 році був фактичним редактором легального соціал-демократичного тижневика «Друг народа» в Києві. За надруковану в «Киевском слове» статтю був засуджений 13 грудня 1906 року Київською судовою палатою за 2 і 3 пунктами 129-ї статті карного положення до одного року фортеці. Вирок був звернений до виконання 19 червня 1907 року після залишення сенатом касаційної скарги без наслідків. Після звільнення відійшов від роботи в партії, беручи тільки участь у профспілкових організаціях як юрисконсульт та виступаючи як захисник у політичних процесах.
Після Жовтневого перевороту стояв на чолі примирної камери при профспілці робітників цукрової промисловості. З 1922 року працював юрисконсультом при райкомі водників у Києві, вів культурно-пропагандистську роботу, залишаючись безпартійним. Помер у Києві в ніч на 21 червня 1926 року. Похований на Байковому кладовищі.

## Сім'я
- Брат: Вакар Анатолій Вікторович (1876—1917) — київський хірург. Разом із Володимиром брав активну участь у студентському русі та підпільних гуртках[3]. З 1902 — молодший лікар фортечного піхотного полку фортеці Осовець, згодом — 175 піхотного полку в Умані, хірург Олександрівської лікарні у Києві. В роки Першої світової війни — головний лікар госпіталю Київської округи шляхів сполучення. У червні 1917 р. вчинив самогубство, випивши морфію в одному із номерів готелю «Італія» (Київ)[4].